# فتحی‌آباد چاله چاله
فتحی‌آباد چاله چاله، روستایی از توابع بخش مرکزی شهرستان دلفان در استان لرستان ایران است.

## جمعیت
این روستا در دهستان میریگ شمالی قرار دارد و براساس سرشماری مرکز آمار ایران در سال ۱۳۸۵، جمعیت آن ۲۳ نفر (۶خانوار) بوده‌است.